# Lophotriccus galeatus
El cimerillo de casquete (Lophotriccus galeatus), también denominado pico chato de casquete, tiranuelo empenachado (en Colombia), tirano-pigmeo de casquete (en Perú) o atrapamoscas pigmeo de casquete (en Venezuela), es una especie de ave paseriforme de la familia Tyrannidae perteneciente al género Lophotriccus. Es nativo del norte de Sudamérica.

## Distribución y hábitat
Se distribuye desde el sur y este de Colombia, hacia el este por el sur y este de Venezuela, Guyana, Surinam, Guayana Francesa y norte de la Amazonia brasileña, y hacia el sur hasta el norte de Perú y por una franja hasta el norte de Mato Grosso, al sur de la Amazonia brasileña.
Esta especie es considerada localmente común en sus hábitats naturales: el estrato medio y bajo de los bordes de selvas húmedas tropicales,  bosques secundarios, las riberas y las sabanas arboladas, hasta los 1100 m de altitud.

## Descripción
El cimerillo de casquete mide alrededor de 10 cm de longitud. Sus partes superiores son de color verde oliváceo y presenta en la cabeza un penacho de plumas cortas, oscuras y de bordes grises. Sus alas son negruzcas con los bordes de las plumas y listas de color amarillo pálido. Sus partes inferiores son blanquecinas con la garganta, pecho y flancos veteados en gris y amarillo.

## Sistemática

### Descripción original
La especie L. galeatus fue descrita por primera vez por el naturalista neerlandés Pieter Boddaert en 1783 bajo el nombre científico Motacilla galeata; su localidad tipo es «Cayena, Guayana Francesa».

### Etimología
El nombre genérico masculino «Lophotriccus» se compone de las palabras del griego «lophos»: ‘cresta’, y «trikkos»: pequeño pájaro no identificado; en ornitología, triccus significa «atrapamoscas tirano»; y el nombre de la especie «galeatus» proviene del latín y significa ‘con casco’.

### Taxonomía
Es monotípica.